# سوسة فراشية منقارية
سوسة فراشية منقارية (الاسم العلمي:Tinea rostrata) هي نوع من الحشرات تتبع جنس السوسة الفراشية من فصيلة السوسيات الفراشية.